# Raging Silence
Raging Silence je sedmnácté studiové album britské skupiny Uriah Heep. Vydáno bylo v roce 1989 společností Lynx Records a jeho producentem byl Richard Dodd. Jde o první album kapely, na němž se podíleli zpěvák Bernie Shaw a klávesista Phil Lanzon, kteří do skupiny přišli v roce 1986. Název desky je aluzí na album The Roaring Silence kapely Manfred Mann's Earth Band. Jde o první album kapely, které kromě gramofonové desky vyšlo současně i na kompaktním disku.

## Seznam skladeb
1. „Hold Your Head Up“ (Rod Argent, Chris White) – 4:33
2. „Blood Red Roses“ (Peter Goalby) – 4:10
3. „Voice on My TV“ (Mick Box, Phil Lanzon) – 4:20
4. „Rich Kid“ (Trevor Bolder) – 4:49
5. „Cry Freedom“ (Box, Lanzon) – 4:34
6. „Bad Bad Man“ (Lanzon) – 4:11
7. „More Fool You“ (Box, Lanzon) – 3:34
8. „When the War Is Over“ (Steve Prestwich) – 5:09
9. „Lifeline“ (Rod Roddy, Leon Medica, Fergie Frederiksen, Tony Haselden) – 4:53
10. „Rough Justice“ (Box, Lanzon, Bolder, Bernie Shaw)" – 4:21

## Obsazení
- Mick Box – kytara
- Lee Kerslake – bicí, zpěv
- Trevor Bolder – baskytara, zpěv
- Phil Lanzon – klávesy, zpěv
- Bernie Shaw – zpěv